# Omicron garrulum
Omicron garrulum är en stekelart som först beskrevs av Edoardo Zavattari 1912.
Omicron garrulum ingår i släktet Omicron och familjen Eumenidae. Inga underarter finns listade i Catalogue of Life.